# 사카이 와카나
사카이 와카나(酒井 若菜, 1980년 9월 9일 ~)는 일본의 배우이자 아이돌이다. 본명은 사카이 미유키(酒井 美幸)이며, 소속사는 A-team이다.

## 출연

### 드라마
- 《미스터리 극장 에지》(1997년)
- 《이케부쿠로 웨스트 게이트 파크》(2000년)
- 《키사라즈 캐츠아이》(2002년)
- 《너는 펫》(2003년)
- 《맨하탄 러브스토리》(2003년)
- 《홈드라마》(2004년)
- 《메다카》(2004년)
- 《아아 탐정 사무소》(2004년)
- 《여왕의 교실》(2005년)
- 《서유기》(2006년)
- 《7인의 여변호사》(2006년)
- 《웃기는 사랑은 하고 싶지 않아》(2006년)
- 《엔카의 여왕》(2007년)
- 《우리들의 교과서》(2007년)
- 《로스:타임:라이프》(2008년)
- 《보스》(2009년)
- 《스마일》(2009년)
- 《독신》(2009년)
- 대하드라마（NHK）
  - 료마전（2010년）-　오토쿠 역
  - 군사 칸베에（2014년）-　리키(묘쥬니) 역
- 《마더》(2010년)
- 《메리 행복을 전하는 강아지》 (2011년)
- 《영능력자 오다기리 쿄코의 거짓》(2011년)
- 《사랑하는 일본어》(2011년)
- 《그래도, 살아간다》(2011년)
- 《심야식당 2》(2011년)

### 영화
- 《無問題2》(2001년)
- 《키사라즈 캐츠아이 일본 시리즈》(2003년)
- 《사랑의 문》(2004년)
- 《키사라즈 캐츠아이 월드 시리즈》(2006년)
- 《무지개 여신》(2006년)
- 《마이코 한》(2007년)
- 《천사의 사랑》(2009년)
- 《백자의 사람: 조선의 흙이 되다》(2012년)